# Hendry Thomas
Hendry Bernardo Thomas Suazo (La Ceiba, 23 febbraio 1985) è un ex calciatore honduregno, di ruolo centrocampista.

## Biografia
È cugino dell'attaccante David Suazo e di Maynor Suazo.

## Carriera
Dal 2009 al 2012 ha giocato con il Wigan, nella Premier League inglese.
Il 20 agosto 2012 firma un contratto con i Colorado Rapids, formazione statunitense della Major League Soccer.